# 建设镇 (阜新县)
建设镇，是中华人民共和国辽宁省阜新市阜新蒙古族自治县下辖的一个乡镇级行政单位。

## 行政区划
建设镇下辖以下地区：
建设村、新邱村、同顺兴村、德一村、杨家店村、甄家窝堡村、新窝堡村、杏树洼村、哈不台村、二土营子村、八月府村、下洼子村、三合堂村、新德村、双城子村、奈林皋村和根德村。